# Roland Garel
Pour les articles homonymes, voir Garel.
Roland Garel, né le 26 août 1930 à Paris et mort le 4 février 2015 dans la même ville, est un illustrateur, dessinateur, journaliste et leader syndical français, qui a en particulier chroniqué des procès pour France Soir et représenté la profession au sein de la Commission de la carte d’identité des journalistes professionnels.

## Biographie

### La carrière de dessinateur

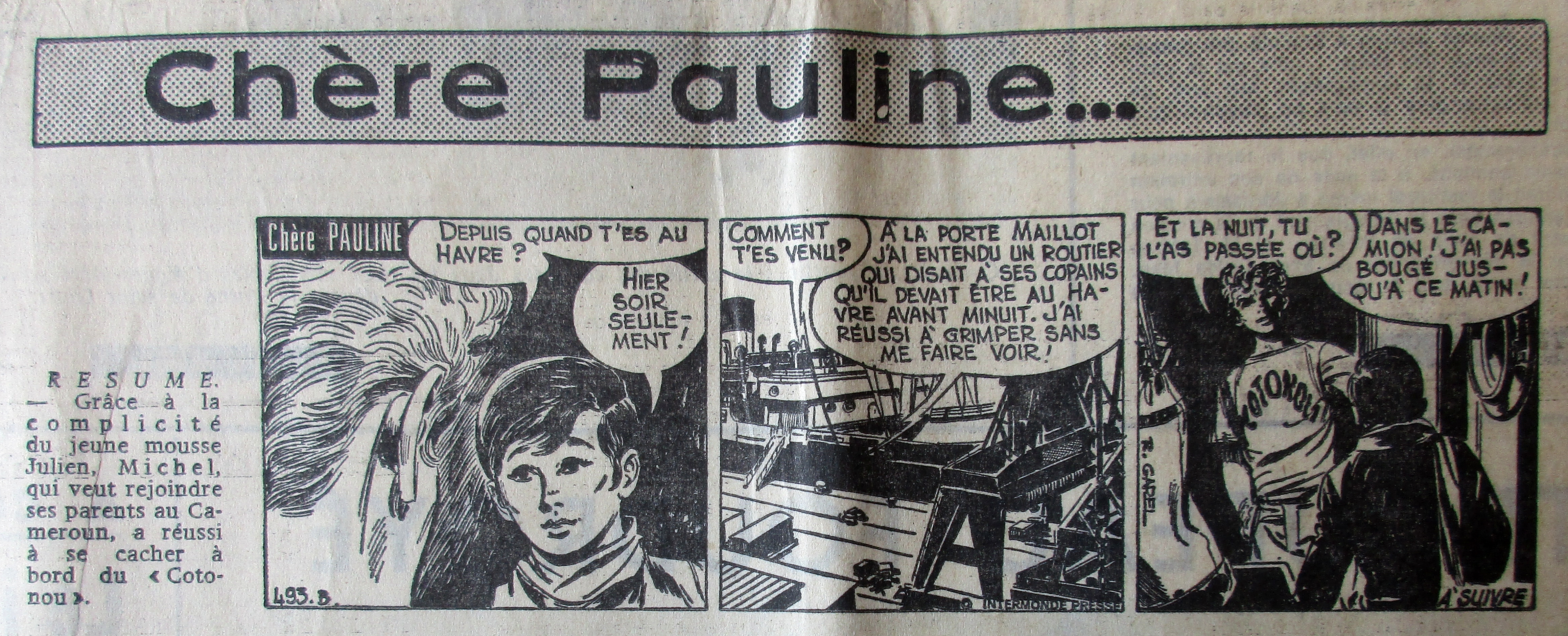
"Chère Pauline", feuilleton quotidien paru dans Midi Libre - Le Provençal, épisode du 26 août 1970.

Né en 1930, Roland Garel entre en 1947 aux éditions Mondiales de Cino Del Duca comme retoucheur et maquettiste, et dessine pour cet éditeur des BD qui paraissent dans ses titres : "Tarzan", "L’Intrépide", "Nous Deux", "Intimité", "Hurrah-Aventures". Il travaille ensuite en agence où il a produit des centaines de BD pour les journaux. 
Dessinant en qualité de pigiste pour plusieurs publications (Triolo, Télé Loisirs, Okapi (magazine), Télé Junior, Prévention Routière), il a obtenu sa carte de presse, portant le numéro 14264, en 1964. De 1961 à 1976, il est reporter-dessinateur (portraits robots, croquis d'audience, dessins d'actualité, de sport, médicaux, scientifiques, reportages dessinés, etc..) à France-Soir puis au quotidien Le Matin, de 1978 à 1980.
Dans les années 1960 et 1970, son feuilleton dessiné "Chère Pauline" obtient un certain succès dans les journaux de la presse régionale : Les Dernières Nouvelles d'Alsace, Le Progrès, Le Républicain Lorrain, Sud Ouest, Midi Libre - Le Provençal.
En 1971, il publie dans "Lisette magazine" (n°69 et suivants) sur un scénario de Coline Dartois la série "Les 5 du CEG", l'histoire de 5 jeunes élèves d'une même école. 
De 1981 à 1993, Roland Garel a collaboré à travers des strips, des dessins d'actualité ou des portraits à de multiples médias, de la Presse quotidienne régionale (L'Est Républicain, La Montagne, Le Provençal, Le Dauphiné libéré) à la presse magazine (Elle, Télé-Loisirs, Télé 7 jours, Le Nouvel Observateur). 
Dans le domaine du sport, il multiplie les participations : sur le rugby avec Roger Couderc et Henry Garcia, le football lors de la Coupe du monde 1978 avec Thierry Roland puis en 1982 avec Michel Denisot. En janvier 1978, au cours d’un débat au Salon de la bande dessinée d’Angoulême, il dénonce "la surface couverte par les bandes (dessinées) étrangères en France", regrettant que la production française ne croisse pas plus vite.

### L'action à la Commission de la carte de presse
À France Soir, il rencontre le leader syndical Paul Parisot, qui devient son ami et qu'il suivra au quotidien Le Matin plus tard. En 1973, lors de l'affaire des micros du Canard Enchaîné, il dessine un portrait-robot des hommes qui ont espionné l'hebdomadaire satirique, déguisés en plombiers . Roland Garel est lors de son passage à France-Soir créateur de la section des reporteurs-dessinateurs au sein du SJF (Syndicat des journalistes français CFDT), dont Paul Parisot est le secrétaire général. Garel était auparavant membre du SNDP (Syndicat national des dessinateurs de presse, dirigé par Pierre Le Goff). Ses collègues du SNDP lui reprochant d’entretenir une confusion entre les deux syndicats, Garel est exclu du SNDP en 1971, à la suite d’une réunion du Bureau. La section des reporteurs dessinateurs Syndicat des journalistes français CFDT va compter jusqu'à 278 adhérents, selon son président Roland Garel.
Il s'est élevé contre la condition que les éditeurs faisaient aux dessinateurs, scénaristes et journalistes-dessinateurs de presse : précarité, cotisation sociale à l’Agessa au lieu de la Sécurité sociale des salariés, indemnités au lieu de salaires. Il a pesé dans la décision de la Commission de la carte d’identité des journalistes professionnels, dont il est l'un des élus à partir de 1974, en commission de première instance et supérieure, d’attribuer la carte de presse aux dessinateurs. Ceux-ci obtiennent la qualification de reporteurs-dessinateurs. Cette décision a des conséquences sociales importantes, car la différence entre le statut de journaliste salarié et celui de pigiste vient d'être effacée, le 4 juillet 1974, par le vote (par le Parlement unanime) de la Loi Cressard, qui reconnaît aux journalistes pigistes (qu'ils soient rédacteurs ou dessinateurs) le statut de journaliste professionnel et des indemnités de licenciement. 
Spécialiste des questions juridiques, secondé notamment par Pierre Dupuis, il s’est battu pour les droits de ses collègues, gagnant de nombreux procès, notamment contre les directions de journaux comme Pif et Mickey. Grâce à son action, nombre de dessinateurs de presse obtiennent ainsi les mêmes droits sociaux que les autres journalistes. Décédé le 4 février 2015 à 87 ans, il a été inhumé au cimetière parisien du Père Lachaise.